# Katarzyna Kryczało
Katarzyna Kryczało (Gdańsk, 25 de diciembre de 1984) es una deportista polaca que compitió en esgrima, especialista en la modalidad de florete. Ganó dos medallas en el Campeonato Mundial de Esgrima, oro en 2007 y plata en 2010.

## Palmarés internacional
| Campeonato Mundial | Campeonato Mundial      | Campeonato Mundial | Campeonato Mundial  |
| Año                | Lugar                   | Medalla            | Prueba              |
| ------------------ | ----------------------- | ------------------ | ------------------- |
| 2007               | San Petersburgo (Rusia) | Medalla de oro     | Florete por equipos |
| 2010               | París (Francia)         | Medalla de plata   | Florete por equipos |